# Ligue professionnelle masculine de hockey sur gazon 2019
Navigation
Ligue mondiale 2016-2017 2020-2021
La Ligue professionnelle de hockey sur gazon masculin 2019 est la 1re édition de la compétition et la 4e édition de la série de la ligue des équipes nationales. Le tournoi commence le 19 janvier 2019 et se termine le 30 juin 2019 à Amsterdam aux Pays-Bas.
L'Australie remporte cette première édition en battant la Belgique 3 - 2 en finale et gagne le premier trophée de la Ligue professionnelle masculine de hockey sur gazon.
La compétition permet aux équipes de se qualifier pour les Jeux olympiques de 2020 avec les quatre meilleures équipes pour les barrages.

## Équipes qualifiées
Neuf équipes vont terminer dans un tournoi toutes rondes qui va être joué à partir du 19 janvier jusqu'au 23 juin 2019 en matchs aller et retour, avec les quatre meilleures équipes qui se qualifieront pour la phase finale qui se déroulera du 28 au 30 juin 2019 au Wagener Stadium d'Amsterdam aux Pays-Bas. En juillet 2017, la Fédération indienne de hockey sur gazon a décidé de déclarer forfait l'équipe masculine de la compétition car ils ont estimé les chances de se qualifier pour les Jeux olympiques d'été de 2020 seront plus élevé lors de la participation aux Hockey Series. La Fédération indienne de hockey sur gazon a également évoqué le manque de clarté du système de classement,. La Fédération internationale de hockey sur gazon a invité par la suite l'Espagne à la place. Le 23 janvier 2019, le Pakistan est suspendu après qu'ils n'ont pas pu jouer leurs trois premiers matchs.
- Belgique (1)
- Australie (2)
- Pays-Bas (3)
- Argentine (4)
- Allemagne (6)
- Grande-Bretagne (7)
- Nouvelle-Zélande (8)
- Espagne (9)

## Lieux de réception
Voici les 22 lieux nommés par la Fédération internationale de hockey sur gazon:
- Royal Uccle Sport, Bruxelles
- Wilrijkse Plein, Anvers
- State Netball & Hockey Centre, Melbourne
- Tasmanian Hockey Centre, Hobart
- Perth Hockey Stadium, Perth
- Sydney Olympic Park, Sydney
- HC Rotterdam, Rotterdam
- HC Oranje-Rood, Eindhoven
- HC 's-Hertogenbosch, Bois-le-Duc
- SV Kampong, Utrecht
- Wagener Stadium, Amsterdam
- Estadio Municipal de Hockey, Córdoba
- CeNARD, Buenos Aires
- Estadio Mundialista de hockey, Rosario
- Hockeypark, Mönchengladbach
- Crefelder Hockey & Tennis Club, Krefeld
- Lee Valley Hockey & Tennis Centre, Londres
- Twickenham Stoop, Londres
- North Harbour Hockey Stadium, Auckland
- Nga Puna Wai Hockey Stadium, Christchurch
- Estadio Betero, Valence
- Club de Campos Villa, Madrid

## Classement
| Rang | Équipe           | J  | V  | N | SO | P  | BP | BC | Diff | Pts | Qualification                        |
| ---- | ---------------- | -- | -- | - | -- | -- | -- | -- | ---- | --- | ------------------------------------ |
| 1    | Australie        | 14 | 10 | 2 | 0  | 2  | 40 | 26 | +14  | 32  | Grande finale et Barrages olympiques |
| 2    | Belgique         | 14 | 8  | 3 | 1  | 3  | 52 | 29 | +23  | 28  | Grande finale et Barrages olympiques |
| 3    | Pays-Bas         | 14 | 5  | 5 | 3  | 4  | 37 | 32 | +5   | 23  | Grande finale et Barrages olympiques |
| 4    | Grande-Bretagne  | 14 | 6  | 3 | 1  | 5  | 35 | 31 | +4   | 22  | Grande finale et Barrages olympiques |
| 5    | Argentine        | 14 | 6  | 3 | 1  | 5  | 31 | 36 | -5   | 22  |                                      |
| 6    | Allemagne        | 14 | 4  | 5 | 3  | 5  | 30 | 38 | -8   | 20  |                                      |
| 7    | Espagne          | 14 | 2  | 5 | 5  | 7  | 33 | 45 | -12  | 16  |                                      |
| 8    | Nouvelle-Zélande | 14 | 0  | 4 | 0  | 10 | 26 | 47 | -21  | 4   |                                      |

Source: FIH
En cas d'égalité de points de plusieurs équipes à l'issue des matchs de poule, les critères suivants sont appliqués dans l'ordre indiqué pour établir leur classement:
1. Points de chaque équipe,
2. Matchs gagnés,
3. Différence de buts,
4. Buts pour,
5. Plus grand nombre de points obtenus dans les matchs de poule disputés entre les équipes concernées,
6. Buts marqués en plein jeu.

## Rencontres
Toutes les heures correspondent aux heures locales.
| Match 1               | Espagne                               | 2 - 2             | Belgique                               | Estadio Betero, Valence                                                   |                                                                           |
| 19 janvier 2019 13h00 | Rodríguez 58e · González 60e          | (0 - 0)           | 37e Plennevaux · 55e Hendrickx         | Arbitrage : Christian Blasch Martin Madden Arbitre vidéo : Coen van Bunge | Arbitrage : Christian Blasch Martin Madden Arbitre vidéo : Coen van Bunge |
| 19 janvier 2019 13h00 | Rapport                               |                   |                                        | Arbitrage : Christian Blasch Martin Madden Arbitre vidéo : Coen van Bunge | Arbitrage : Christian Blasch Martin Madden Arbitre vidéo : Coen van Bunge |
| 19 janvier 2019 13h00 | Romeu · Iglesias · Lleonart · Enrique | Tirs au but 2 - 0 | Wegnez · Kina · De Sloover · Van Aubel | Arbitrage : Christian Blasch Martin Madden Arbitre vidéo : Coen van Bunge | Arbitrage : Christian Blasch Martin Madden Arbitre vidéo : Coen van Bunge |

| Match 2               | Espagne                                                        | 5 - 6   | Grande-Bretagne                                                      | Estadio Betero, Valence                                                 |                                                                         |
| 25 janvier 2019 11h00 | Lleonart 2e · Boltó 7e · Arana 9e · Béltran 11e · Iglesias 58e | (4 - 2) | 3e, 41e Dixon · 22e Wallace · 40e Gleghorne · 47e Roper · 57e Condon | Arbitrage : Coen van Bunge Marcin Grochal Arbitre vidéo : Jakub Mejzlik | Arbitrage : Coen van Bunge Marcin Grochal Arbitre vidéo : Jakub Mejzlik |
| 25 janvier 2019 11h00 | Rapport                                                        |         |                                                                      | Arbitrage : Coen van Bunge Marcin Grochal Arbitre vidéo : Jakub Mejzlik | Arbitrage : Coen van Bunge Marcin Grochal Arbitre vidéo : Jakub Mejzlik |

| Match 4               | Argentine               | 2 - 4   | Belgique                                | Estadio Municipal de Hockey, Córdoba                                |                                                                     |
| 26 janvier 2019 18h15 | Vila 21e · Martínez 51e | (1 - 1) | 3e, 51e Boon · 44e Boccard · 45e Wegnez | Arbitrage : Simon Taylor Sean Rapaport Arbitre vidéo : Kelly Hudson | Arbitrage : Simon Taylor Sean Rapaport Arbitre vidéo : Kelly Hudson |
| 26 janvier 2019 18h15 | Rapport                 |         |                                         | Arbitrage : Simon Taylor Sean Rapaport Arbitre vidéo : Kelly Hudson | Arbitrage : Simon Taylor Sean Rapaport Arbitre vidéo : Kelly Hudson |

| Match 5               | Nouvelle-Zélande              | 3 - 4   | Pays-Bas                                     | North Harbour Hockey Stadium, Auckland                                       |                                                                              |
| 27 janvier 2019 14h30 | Inglis 16e, 28e · Russell 30e | (3 - 3) | 9e, 44e Brinkman · 12e De Geus · 27e Janssen | Arbitrage : Adam Kearns German Montes de Oca Arbitre vidéo : Aleisha Neumann | Arbitrage : Adam Kearns German Montes de Oca Arbitre vidéo : Aleisha Neumann |
| 27 janvier 2019 14h30 | Rapport                       |         |                                              | Arbitrage : Adam Kearns German Montes de Oca Arbitre vidéo : Aleisha Neumann | Arbitrage : Adam Kearns German Montes de Oca Arbitre vidéo : Aleisha Neumann |

| Match 8                | Nouvelle-Zélande                                    | 4 - 4             | Belgique                                              | North Harbour Hockey Stadium, Auckland                                       |                                                                              |
| 1er février 2019 19h00 | Inglis 17e · Sarikaya 35e · Woods 51e · Jenness 52e | (1 - 2)           | 19e, 46e Charlier · 27e Plennevaux · 37e A. Van Doren | Arbitrage : Adam Kearns German Montes de Oca Arbitre vidéo : Aleisha Neumann | Arbitrage : Adam Kearns German Montes de Oca Arbitre vidéo : Aleisha Neumann |
| 1er février 2019 19h00 | Rapport                                             |                   |                                                       | Arbitrage : Adam Kearns German Montes de Oca Arbitre vidéo : Aleisha Neumann | Arbitrage : Adam Kearns German Montes de Oca Arbitre vidéo : Aleisha Neumann |
| 1er février 2019 19h00 | Inglis · Tarrant · Jenness · Thomas                 | Tirs au but 2 - 4 | Van Aubel · Denayer · Wegnez · De Sloover             | Arbitrage : Adam Kearns German Montes de Oca Arbitre vidéo : Aleisha Neumann | Arbitrage : Adam Kearns German Montes de Oca Arbitre vidéo : Aleisha Neumann |

| Match 9              | Australie                                                    | 5 - 5             | Pays-Bas                                                                | State Netball & Hockey Centre, Melbourne                            |                                                                     |
| 2 février 2019 15h00 | Craig 3e · Brand 13e · Ockenden 17e · Mitton 23e · Sharp 35e | (4 - 2)           | 4e Pruyser · 29e Hertzberger · 47e De Geus · 51e Bakker · 56e Kellerman | Arbitrage : Simon Taylor Lim Hong-Zhen Arbitre vidéo : Aleesha Unka | Arbitrage : Simon Taylor Lim Hong-Zhen Arbitre vidéo : Aleesha Unka |
| 2 février 2019 15h00 | Rapport                                                      |                   |                                                                         | Arbitrage : Simon Taylor Lim Hong-Zhen Arbitre vidéo : Aleesha Unka | Arbitrage : Simon Taylor Lim Hong-Zhen Arbitre vidéo : Aleesha Unka |
| 2 février 2019 15h00 | Govers · Craig · Hayward                                     | Tirs au but 1 - 4 | Hertzberger · Schuurman · De Geus · Bakker                              | Arbitrage : Simon Taylor Lim Hong-Zhen Arbitre vidéo : Aleesha Unka | Arbitrage : Simon Taylor Lim Hong-Zhen Arbitre vidéo : Aleesha Unka |

| Match 12             | Australie | 1 - 4   | Belgique                                      | State Netball & Hockey Centre, Melbourne                            |                                                                     |
| 3 février 2019 15h00 | Beale 1e  | (1 - 2) | 15e, 35e Dockier · 28e Hendrickx · 40e Cosyns | Arbitrage : Simon Taylor Lim Hong-Zhen Arbitre vidéo : Aleesha Unka | Arbitrage : Simon Taylor Lim Hong-Zhen Arbitre vidéo : Aleesha Unka |
| 3 février 2019 15h00 | Rapport   |         |                                               | Arbitrage : Simon Taylor Lim Hong-Zhen Arbitre vidéo : Aleesha Unka | Arbitrage : Simon Taylor Lim Hong-Zhen Arbitre vidéo : Aleesha Unka |

| Match 14             | Nouvelle-Zélande       | 2 - 6   | Grande-Bretagne                                 | Nga Puna Wai Hockey Stadium, Christchurch                            |                                                                      |
| 8 février 2019 17h00 | Woods 43e · Inglis 44e | (0 - 3) | 18e, 33e, 46e Ward · 27e, 40e Roper · 29e Dixon | Arbitrage : Adam Kearns Sean Rapaport Arbitre vidéo : Ayanna McClean | Arbitrage : Adam Kearns Sean Rapaport Arbitre vidéo : Ayanna McClean |
| 8 février 2019 17h00 | Rapport                |         |                                                 | Arbitrage : Adam Kearns Sean Rapaport Arbitre vidéo : Ayanna McClean | Arbitrage : Adam Kearns Sean Rapaport Arbitre vidéo : Ayanna McClean |

| Match 17              | Australie                                         | 4 - 2   | Allemagne                | Tasmania Hockey Centre, Hobart                                            |                                                                           |
| 10 février 2019 15h00 | Anderson 12e, 21e · Wickham 36e · Wotherspoon 48e | (2 - 2) | 5e Fuchs · 22e Windfeder | Arbitrage : Raghu Prasad David Tomlinson Arbitre vidéo : Annelize Rostron | Arbitrage : Raghu Prasad David Tomlinson Arbitre vidéo : Annelize Rostron |
| 10 février 2019 15h00 | Rapport                                           |         |                          | Arbitrage : Raghu Prasad David Tomlinson Arbitre vidéo : Annelize Rostron | Arbitrage : Raghu Prasad David Tomlinson Arbitre vidéo : Annelize Rostron |

| Match 19              | Espagne                                         | 3 - 3             | Pays-Bas                                 | Estadio Betero, Valence                                           |                                                                   |
| 15 février 2019 11h00 | Quemada 44e · Béltran 51e · Serrahima 60e       | (0 - 2)           | 12e Brinkman · 14e Pruijser · 38e Galema | Arbitrage : Diego Barbas Martin Madden Arbitre vidéo : Bruce Bale | Arbitrage : Diego Barbas Martin Madden Arbitre vidéo : Bruce Bale |
| 15 février 2019 11h00 | Rapport                                         |                   |                                          | Arbitrage : Diego Barbas Martin Madden Arbitre vidéo : Bruce Bale | Arbitrage : Diego Barbas Martin Madden Arbitre vidéo : Bruce Bale |
| 15 février 2019 11h00 | Iglesias · Enrique · Lleonart · Béltran · Romeu | Tirs au but 3 - 1 | Croon · Pruijser · Brinkman · Pieters    | Arbitrage : Diego Barbas Martin Madden Arbitre vidéo : Bruce Bale | Arbitrage : Diego Barbas Martin Madden Arbitre vidéo : Bruce Bale |

| Match 21 | Nouvelle-Zélande | 1 - 3   | Allemagne                     | Nga Puna Wai Hockey Stadium, Christchurch                           |                                                                     |
| 19h00    | Tarrant 49e      | (0 - 0) | 32e, 56e Miltkau · 40e Wellen | Arbitrage : Eric Koh Sean Rapaport Arbitre vidéo : Michelle Joubert | Arbitrage : Eric Koh Sean Rapaport Arbitre vidéo : Michelle Joubert |
| 19h00    | Rapport          |         |                               | Arbitrage : Eric Koh Sean Rapaport Arbitre vidéo : Michelle Joubert | Arbitrage : Eric Koh Sean Rapaport Arbitre vidéo : Michelle Joubert |

| Match 22              | Australie                 | 2 - 0   | Grande-Bretagne | Perth Hockey Stadium, Perth                                                |                                                                            |
| 16 février 2019 15h30 | Mitton 13e · Anderson 23e | (2 - 0) |                 | Arbitrage : Gareth Greenfield David Tomlinson Arbitre vidéo : Kelly Hudson | Arbitrage : Gareth Greenfield David Tomlinson Arbitre vidéo : Kelly Hudson |
| 16 février 2019 15h30 | Rapport                   |         |                 | Arbitrage : Gareth Greenfield David Tomlinson Arbitre vidéo : Kelly Hudson | Arbitrage : Gareth Greenfield David Tomlinson Arbitre vidéo : Kelly Hudson |

| Match 29              | Argentine                        | 4 - 3   | Pays-Bas                            | CeNARD, Buenos Aires                                                      |                                                                           |
| 24 février 2019 16h00 | Paredes 13e, 31e · Vila 54e, 58e | (1 - 2) | 8e Kellerman · 14e, 34e Hertzberger | Arbitrage : Francisco Vazquez Peter Wright Arbitre vidéo : Maggie Giddens | Arbitrage : Francisco Vazquez Peter Wright Arbitre vidéo : Maggie Giddens |
| 24 février 2019 16h00 | Rapport                          |         |                                     | Arbitrage : Francisco Vazquez Peter Wright Arbitre vidéo : Maggie Giddens | Arbitrage : Francisco Vazquez Peter Wright Arbitre vidéo : Maggie Giddens |

| Match 31          | Australie             | 2 - 1   | Espagne     | Sydney Olympic Park, Sydney                                        |                                                                    |
| 2 mars 2019 15h00 | Sharp 22e · Beale 47e | (1 - 1) | 26e Quemada | Arbitrage : Javed Shaikh Simon Taylor Arbitre vidéo : Liu Xiaoying | Arbitrage : Javed Shaikh Simon Taylor Arbitre vidéo : Liu Xiaoying |
| 2 mars 2019 15h00 | Rapport               |         |             | Arbitrage : Javed Shaikh Simon Taylor Arbitre vidéo : Liu Xiaoying | Arbitrage : Javed Shaikh Simon Taylor Arbitre vidéo : Liu Xiaoying |

| Match 34          | Pays-Bas | 0 - 1   | Allemagne | HC Rotterdam, Rotterdam                                             |                                                                     |
| 5 mars 2019 18h45 |          | (0 - 0) | 45e Fuchs | Arbitrage : Bruce Bale Martin Madden Arbitre vidéo : Marcin Grochal | Arbitrage : Bruce Bale Martin Madden Arbitre vidéo : Marcin Grochal |
| 5 mars 2019 18h45 | Rapport  |         |           | Arbitrage : Bruce Bale Martin Madden Arbitre vidéo : Marcin Grochal | Arbitrage : Bruce Bale Martin Madden Arbitre vidéo : Marcin Grochal |

| Match 37          | Nouvelle-Zélande                          | 3 - 3             | Espagne                                   | North Harbour Hockey Stadium, Auckland                                  |                                                                         |
| 8 mars 2019 19h00 | J. Panchia 22e · Jenness 34e · Thomas 38e | (1 - 1)           | 1e, 53e Quemada · 53e Miralles            | Arbitrage : Raghu Prasad Lim Hong-Zhen Arbitre vidéo : Laurine Delforge | Arbitrage : Raghu Prasad Lim Hong-Zhen Arbitre vidéo : Laurine Delforge |
| 8 mars 2019 19h00 | Rapport                                   |                   |                                           | Arbitrage : Raghu Prasad Lim Hong-Zhen Arbitre vidéo : Laurine Delforge | Arbitrage : Raghu Prasad Lim Hong-Zhen Arbitre vidéo : Laurine Delforge |
| 8 mars 2019 19h00 | Jenness · Russell · Thomas · Phillips     | Tirs au but 2 - 4 | Iglesias · Serrahima · Lleonart · Enrique | Arbitrage : Raghu Prasad Lim Hong-Zhen Arbitre vidéo : Laurine Delforge | Arbitrage : Raghu Prasad Lim Hong-Zhen Arbitre vidéo : Laurine Delforge |

| Match 38           | Nouvelle-Zélande | 1 - 2   | Argentine                  | North Harbour Hockey Stadium, Auckland                                  |                                                                         |
| 10 mars 2019 14h30 | Russell 52e      | (0 - 1) | 21e Ferreiro · 48e Casella | Arbitrage : Raghu Prasad Lim Hong-Zhen Arbitre vidéo : Laurine Delforge | Arbitrage : Raghu Prasad Lim Hong-Zhen Arbitre vidéo : Laurine Delforge |
| 10 mars 2019 14h30 | Rapport          |         |                            | Arbitrage : Raghu Prasad Lim Hong-Zhen Arbitre vidéo : Laurine Delforge | Arbitrage : Raghu Prasad Lim Hong-Zhen Arbitre vidéo : Laurine Delforge |

| Match 40           | Espagne                                             | 4 - 4             | Allemagne                                                     | Estadio Betero, Valence                                            |                                                                    |
| 15 mars 2019 11h00 | Iglesias 6e · Ruiz 36e · Lleonart 47e · Quemada 49e | (1 - 1)           | 14e Windfeder · 35e M. Grambusch · 48e Häner · 55e Röthlander | Arbitrage : Bruce Bale Jakub Mejzlik Arbitre vidéo : Sean Rapaport | Arbitrage : Bruce Bale Jakub Mejzlik Arbitre vidéo : Sean Rapaport |
| 15 mars 2019 11h00 | Rapport                                             |                   |                                                               | Arbitrage : Bruce Bale Jakub Mejzlik Arbitre vidéo : Sean Rapaport | Arbitrage : Bruce Bale Jakub Mejzlik Arbitre vidéo : Sean Rapaport |
| 15 mars 2019 11h00 | Iglesias · Béltran · Lleonart · Enrique · Romeu     | Tirs au but 4 - 3 | Wellen · Prinz · Große · Linnekogel · M. Grambusch            | Arbitrage : Bruce Bale Jakub Mejzlik Arbitre vidéo : Sean Rapaport | Arbitrage : Bruce Bale Jakub Mejzlik Arbitre vidéo : Sean Rapaport |

| Match 41           | Australie                     | 3 - 2   | Argentine               | Sydney Olympic Park, Sydney                                            |                                                                        |
| 16 mars 2019 15h00 | Hayward 11e, 15e · Govers 30e | (3 - 0) | 42e Casella · 51e Catán | Arbitrage : Raghu Prasad Peter Wright Arbitre vidéo : Laurine Delforge | Arbitrage : Raghu Prasad Peter Wright Arbitre vidéo : Laurine Delforge |
| 16 mars 2019 15h00 | Rapport                       |         |                         | Arbitrage : Raghu Prasad Peter Wright Arbitre vidéo : Laurine Delforge | Arbitrage : Raghu Prasad Peter Wright Arbitre vidéo : Laurine Delforge |

| Match 43           | Australie                                              | 5 - 1   | Nouvelle-Zélande | Sydney Olympic Park, Sydney                                            |                                                                        |
| 17 mars 2019 15h00 | Wickham 12e, 32e · Hayward 14e · Welch 27e · Beale 38e | (3 - 1) | 15e Phillips     | Arbitrage : Raghu Prasad Peter Wright Arbitre vidéo : Laurine Delforge | Arbitrage : Raghu Prasad Peter Wright Arbitre vidéo : Laurine Delforge |
| 17 mars 2019 15h00 | Rapport                                                |         |                  | Arbitrage : Raghu Prasad Peter Wright Arbitre vidéo : Laurine Delforge | Arbitrage : Raghu Prasad Peter Wright Arbitre vidéo : Laurine Delforge |

| Match 49           | Argentine                               | 3 - 2   | Espagne                    | Estadio Mundialista de hockey, Rosario                                 |                                                                        |
| 31 mars 2019 18h00 | Paredes 45e · Toscani 53e · Casella 55e | (0 - 2) | 15e González · 21e Sánchez | Arbitrage : Ben Göntgen Jakub Mejzlik Arbitre vidéo : Laurine Delforge | Arbitrage : Ben Göntgen Jakub Mejzlik Arbitre vidéo : Laurine Delforge |
| 31 mars 2019 18h00 | Rapport                                 |         |                            | Arbitrage : Ben Göntgen Jakub Mejzlik Arbitre vidéo : Laurine Delforge | Arbitrage : Ben Göntgen Jakub Mejzlik Arbitre vidéo : Laurine Delforge |

| Match 51           | Argentine   | 1 - 5   | Grande-Bretagne                              | Estadio Mundialista de hockey, Rosario                             |                                                                    |
| 6 avril 2019 15h30 | Paredes 42e | (0 - 2) | 20e, 56e Forsyth · 26e Ward · 38e, 58e Roper | Arbitrage : Ben Göntgen Jakub Mejzlik Arbitre vidéo : Alison Keogh | Arbitrage : Ben Göntgen Jakub Mejzlik Arbitre vidéo : Alison Keogh |
| 6 avril 2019 15h30 | Rapport     |         |                                              | Arbitrage : Ben Göntgen Jakub Mejzlik Arbitre vidéo : Alison Keogh | Arbitrage : Ben Göntgen Jakub Mejzlik Arbitre vidéo : Alison Keogh |

| Match 56            | Belgique                                                                           | 7 - 3   | Espagne                         | Royal Uccle Sport, Bruxelles                                         |                                                                      |
| 10 avril 2019 20h30 | Van Aubel 12e, 17e · Boon 15e, 19e · Charlier 18e · Denayer 28e · A. Van Doren 33e | (6 - 0) | 46e, 60e Quemada · 57e González | Arbitrage : Christian Blasch Dan Barstow Arbitre vidéo : Ivona Makar | Arbitrage : Christian Blasch Dan Barstow Arbitre vidéo : Ivona Makar |
| 10 avril 2019 20h30 | Rapport                                                                            |         |                                 | Arbitrage : Christian Blasch Dan Barstow Arbitre vidéo : Ivona Makar | Arbitrage : Christian Blasch Dan Barstow Arbitre vidéo : Ivona Makar |

| Match 58            | Pays-Bas                                                 | 4 - 0   | Espagne | HC Rotterdam, Rotterdam                                                |                                                                        |
| 13 avril 2019 18h00 | Bovendeert 33e · Pruijser 41e · Balk 50e · Lodewijks 59e | (0 - 0) |         | Arbitrage : Diego Barbas Marcin Grochal Arbitre vidéo : Ayanna McClean | Arbitrage : Diego Barbas Marcin Grochal Arbitre vidéo : Ayanna McClean |
| 13 avril 2019 18h00 | Rapport                                                  |         |         | Arbitrage : Diego Barbas Marcin Grochal Arbitre vidéo : Ayanna McClean | Arbitrage : Diego Barbas Marcin Grochal Arbitre vidéo : Ayanna McClean |

| Match 59 | Argentine                                              | 4 - 3   | Nouvelle-Zélande         | Estadio Mundialista de hockey, Rosario                             |                                                                    |
|          | Paredes 2e · Casella 9e · Ferreiro 15e · Fernández 27e | (4 - 2) | 15e, 22e Lane · 47e Muir | Arbitrage : Ben Göntgen Sean Rapaport Arbitre vidéo : Sarah Wilson | Arbitrage : Ben Göntgen Sean Rapaport Arbitre vidéo : Sarah Wilson |
|          | Rapport                                                |         |                          | Arbitrage : Ben Göntgen Sean Rapaport Arbitre vidéo : Sarah Wilson | Arbitrage : Ben Göntgen Sean Rapaport Arbitre vidéo : Sarah Wilson |

| Match 63            | Nouvelle-Zélande                       | 3 - 4   | Australie                                 | North Harbour Hockey Stadium, Auckland                                 |                                                                        |
| 25 avril 2019 16h30 | Muir 29e · J. Panchia 37e · Wilcox 59e | (1 - 2) | 14e Craig · 15e Ogilvie · 41e, 50e Govers | Arbitrage : Javed Shaikh Peter Wright Arbitre vidéo : Annelize Rostron | Arbitrage : Javed Shaikh Peter Wright Arbitre vidéo : Annelize Rostron |
| 25 avril 2019 16h30 | Rapport                                |         |                                           | Arbitrage : Javed Shaikh Peter Wright Arbitre vidéo : Annelize Rostron | Arbitrage : Javed Shaikh Peter Wright Arbitre vidéo : Annelize Rostron |

| Match 65            | Allemagne                  | 2 - 4   | Pays-Bas                                                | Hockeypark, Mönchengladbach                                               |                                                                           |
| 26 avril 2019 20h45 | Hellwig 9e · Windfeder 23e | (2 - 2) | 5e, 52e Van der Weerden · 26e Lodewijks · 60e Kellerman | Arbitrage : German Montes de Oca Eric Koh Arbitre vidéo : Irene Presenqui | Arbitrage : German Montes de Oca Eric Koh Arbitre vidéo : Irene Presenqui |
| 26 avril 2019 20h45 | Rapport                    |         |                                                         | Arbitrage : German Montes de Oca Eric Koh Arbitre vidéo : Irene Presenqui | Arbitrage : German Montes de Oca Eric Koh Arbitre vidéo : Irene Presenqui |

| Match 68            | Allemagne | 0 - 1   | Grande-Bretagne | Hockeypark, Mönchengladbach                                               |                                                                           |
| 28 avril 2019 14h30 |           | (0 - 0) | 38e Roper       | Arbitrage : German Montes de Oca Eric Koh Arbitre vidéo : Irene Presenqui | Arbitrage : German Montes de Oca Eric Koh Arbitre vidéo : Irene Presenqui |
| 28 avril 2019 14h30 | Rapport   |         |                 | Arbitrage : German Montes de Oca Eric Koh Arbitre vidéo : Irene Presenqui | Arbitrage : German Montes de Oca Eric Koh Arbitre vidéo : Irene Presenqui |

| Match 71         | Grande-Bretagne                                     | 1 - 1             | Espagne                                                     | Lee Valley Hockey & Tennis Centre, Londres                              |                                                                         |
| 4 mai 2019 12h00 | Ward 18e                                            | (1 - 1)           | 1e Quemada                                                  | Arbitrage : Rawi Ambananthan Sean Rapaport Arbitre vidéo : Alison Keogh | Arbitrage : Rawi Ambananthan Sean Rapaport Arbitre vidéo : Alison Keogh |
| 4 mai 2019 12h00 | Rapport                                             |                   |                                                             | Arbitrage : Rawi Ambananthan Sean Rapaport Arbitre vidéo : Alison Keogh | Arbitrage : Rawi Ambananthan Sean Rapaport Arbitre vidéo : Alison Keogh |
| 4 mai 2019 12h00 | Roper · Martin · Waller · Wallace · Forsyth · Roper | Tirs au but 2 - 3 | Iglesias · Serrahima · González · Enrique · Romeu · Enrique | Arbitrage : Rawi Ambananthan Sean Rapaport Arbitre vidéo : Alison Keogh | Arbitrage : Rawi Ambananthan Sean Rapaport Arbitre vidéo : Alison Keogh |

| Match 73 | Argentine   | 1 - 2   | Australie              | CeNARD, Buenos Aires                                                      |                                                                           |
| 18h30    | Casella 52e | (0 - 1) | 15e Govers · 40e Weyer | Arbitrage : Coen van Bunge Gareth Greenfield Arbitre vidéo : Amber Church | Arbitrage : Coen van Bunge Gareth Greenfield Arbitre vidéo : Amber Church |
| 18h30    | Rapport     |         |                        | Arbitrage : Coen van Bunge Gareth Greenfield Arbitre vidéo : Amber Church | Arbitrage : Coen van Bunge Gareth Greenfield Arbitre vidéo : Amber Church |

| Match 77          | Grande-Bretagne        | 2 - 3   | Argentine                              | Lee Valley Hockey & Tennis Centre, Londres                                  |                                                                             |
| 18 mai 2019 15h00 | Ward 56e · Forsyth 58e | (0 - 1) | 19e Ferreiro · 36e Ortiz · 42e Casella | Arbitrage : Jonas van 't Hek Fransisco Vazquez Arbitre vidéo : Kelly Hudson | Arbitrage : Jonas van 't Hek Fransisco Vazquez Arbitre vidéo : Kelly Hudson |
| 18 mai 2019 15h00 | Rapport                |         |                                        | Arbitrage : Jonas van 't Hek Fransisco Vazquez Arbitre vidéo : Kelly Hudson | Arbitrage : Jonas van 't Hek Fransisco Vazquez Arbitre vidéo : Kelly Hudson |

| Match 80          | Grande-Bretagne | 0 - 4   | Belgique                                     | Lee Valley Hockey & Tennis Centre, Londres                                  |                                                                             |
| 19 mai 2019 15h00 |                 | (0 - 1) | 13e Van Aubel · 39e, 57e Dohmen · 43e Briels | Arbitrage : Jonas van 't Hek Fransisco Vazquez Arbitre vidéo : Kelly Hudson | Arbitrage : Jonas van 't Hek Fransisco Vazquez Arbitre vidéo : Kelly Hudson |
| 19 mai 2019 15h00 | Rapport         |         |                                              | Arbitrage : Jonas van 't Hek Fransisco Vazquez Arbitre vidéo : Kelly Hudson | Arbitrage : Jonas van 't Hek Fransisco Vazquez Arbitre vidéo : Kelly Hudson |

| Match 82          | Allemagne                                                  | 3 - 3             | Argentine                                    | Crefelder Hockey & Tennis Club, Krefeld                                     |                                                                             |
| 22 mai 2019 21h00 | Herzbruch 5e · Häner 33e · Staib 56e                       | (1 - 0)           | 33e Tolini · 43e Ortiz · 48e Mazzilli        | Arbitrage : Rawi Ambananthan Martin Madden Arbitre vidéo : Annelize Rostron | Arbitrage : Rawi Ambananthan Martin Madden Arbitre vidéo : Annelize Rostron |
| 22 mai 2019 21h00 | Rapport                                                    |                   |                                              | Arbitrage : Rawi Ambananthan Martin Madden Arbitre vidéo : Annelize Rostron | Arbitrage : Rawi Ambananthan Martin Madden Arbitre vidéo : Annelize Rostron |
| 22 mai 2019 21h00 | Wellen · Herzbruch · Linnekogel · Prinz · Hellwig · Wellen | Tirs au but 6 - 5 | Keenan · Vila · Mazzilli · Ortiz · Rey · Rey | Arbitrage : Rawi Ambananthan Martin Madden Arbitre vidéo : Annelize Rostron | Arbitrage : Rawi Ambananthan Martin Madden Arbitre vidéo : Annelize Rostron |

| Match 84          | Belgique                                    | 4 - 2   | Grande-Bretagne        | Wilrijkse Plein, Anvers                                                   |                                                                           |
| 30 mai 2019 13h30 | Charlier 9e, 19e · Boon 15e · Hendrickx 20e | (4 - 0) | 38e Roper · 47e Taylor | Arbitrage : Jonas van 't Hek Christian Blasch Arbitre vidéo : Ivona Makar | Arbitrage : Jonas van 't Hek Christian Blasch Arbitre vidéo : Ivona Makar |
| 30 mai 2019 13h30 | Rapport                                     |         |                        | Arbitrage : Jonas van 't Hek Christian Blasch Arbitre vidéo : Ivona Makar | Arbitrage : Jonas van 't Hek Christian Blasch Arbitre vidéo : Ivona Makar |

| Match 88          | Belgique                                          | 4 - 4             | Allemagne                                       | Wilrijkse Plein, Anvers                                            |                                                                    |
| 2 juin 2019 13h30 | Cosyns 21e, 54e · Gougnard 29e · Hendrickx 55e    | (2 - 2)           | 8e, 30e T. Grambusch · 42e Wellen · 45e Miltkau | Arbitrage : Dan Barstow Martin Madden Arbitre vidéo : Sarah Wilson | Arbitrage : Dan Barstow Martin Madden Arbitre vidéo : Sarah Wilson |
| 2 juin 2019 13h30 | Rapport                                           |                   |                                                 | Arbitrage : Dan Barstow Martin Madden Arbitre vidéo : Sarah Wilson | Arbitrage : Dan Barstow Martin Madden Arbitre vidéo : Sarah Wilson |
| 2 juin 2019 13h30 | Briels · Wegnez · Van Aubel · De Sloover · Cosyns | Tirs au but 3 - 4 | Wellen · Fuchs · Linnekogel · Hellwig · Große   | Arbitrage : Dan Barstow Martin Madden Arbitre vidéo : Sarah Wilson | Arbitrage : Dan Barstow Martin Madden Arbitre vidéo : Sarah Wilson |

| Match 91 | Pays-Bas            | 1 - 3   | Grande-Bretagne                       | HC Oranje-Rood, Eindhoven                                              |                                                                        |
| 16h00    | Van der Weerden 12e | (1 - 1) | 10e Calnan · 45e Ward · 46e Griffiths | Arbitrage : Ben Göntgen Jakub Mejzlik Arbitre vidéo : Laurine Delforge | Arbitrage : Ben Göntgen Jakub Mejzlik Arbitre vidéo : Laurine Delforge |
| 16h00    | Rapport             |         |                                       | Arbitrage : Ben Göntgen Jakub Mejzlik Arbitre vidéo : Laurine Delforge | Arbitrage : Ben Göntgen Jakub Mejzlik Arbitre vidéo : Laurine Delforge |

| Match 93          | Pays-Bas                             | 0 - 0             | Nouvelle-Zélande                            | HC Oranje-Rood, Eindhoven                                             |                                                                       |
| 4 juin 2019 20h00 |                                      | (0 - 0)           |                                             | Arbitrage : Bruce Bale Fransisco Vazquez Arbitre vidéo : Alison Keogh | Arbitrage : Bruce Bale Fransisco Vazquez Arbitre vidéo : Alison Keogh |
| 4 juin 2019 20h00 | Rapport                              |                   |                                             | Arbitrage : Bruce Bale Fransisco Vazquez Arbitre vidéo : Alison Keogh | Arbitrage : Bruce Bale Fransisco Vazquez Arbitre vidéo : Alison Keogh |
| 4 juin 2019 20h00 | Croon · Brinkman · De Geus · Pieters | Tirs au but 3 - 2 | Inglis · Jenness · McAleese · Smith · Child | Arbitrage : Bruce Bale Fransisco Vazquez Arbitre vidéo : Alison Keogh | Arbitrage : Bruce Bale Fransisco Vazquez Arbitre vidéo : Alison Keogh |

| Match 94          | Grande-Bretagne                   | 3 - 4   | Allemagne                                           | Lee Valley Hockey & Tennis Centre, Londres                                 |                                                                            |
| 6 juin 2019 19h30 | Calnan 10e · Roper 21e · Ward 35e | (2 - 1) | 28e Große · 32e Fuchs · 51e Miltkau · 58e Herzbruch | Arbitrage : Coen van Bunge Marcin Grochal Arbitre vidéo : Michelle Joubert | Arbitrage : Coen van Bunge Marcin Grochal Arbitre vidéo : Michelle Joubert |
| 6 juin 2019 19h30 | Rapport                           |         |                                                     | Arbitrage : Coen van Bunge Marcin Grochal Arbitre vidéo : Michelle Joubert | Arbitrage : Coen van Bunge Marcin Grochal Arbitre vidéo : Michelle Joubert |

| Match 96          | Belgique | 0 - 4   | Pays-Bas                                            | Wilrijkse Plein, Anvers                                                    |                                                                            |
| 8 juin 2019 13h30 |          | (0 - 0) | 37e, 48e Kellerman · 55e De Voogd · 60e Hertzberger | Arbitrage : Francisco Vazquez Martin Madden Arbitre vidéo : Ayanna McClean | Arbitrage : Francisco Vazquez Martin Madden Arbitre vidéo : Ayanna McClean |
| 8 juin 2019 13h30 | Rapport  |         |                                                     | Arbitrage : Francisco Vazquez Martin Madden Arbitre vidéo : Ayanna McClean | Arbitrage : Francisco Vazquez Martin Madden Arbitre vidéo : Ayanna McClean |

| Match 100         | Grande-Bretagne                         | 2 - 2             | Australie                                   | Lee Valley Hockey & Tennis Centre, Londres                                   |                                                                              |
| 9 juin 2019 14h00 | Wallace 7e · Griffiths 25e              | (2 - 1)           | 12e Harvie · 36e Brand                      | Arbitrage : Coen van Bunge Christian Blasch Arbitre vidéo : Michelle Joubert | Arbitrage : Coen van Bunge Christian Blasch Arbitre vidéo : Michelle Joubert |
| 9 juin 2019 14h00 | Rapport                                 |                   |                                             | Arbitrage : Coen van Bunge Christian Blasch Arbitre vidéo : Michelle Joubert | Arbitrage : Coen van Bunge Christian Blasch Arbitre vidéo : Michelle Joubert |
| 9 juin 2019 14h00 | Martin · Dixon · Roper · Ames · Forsyth | Tirs au but 4 - 3 | Zalewski · Govers · Ogilvie · Craig · Beale | Arbitrage : Coen van Bunge Christian Blasch Arbitre vidéo : Michelle Joubert | Arbitrage : Coen van Bunge Christian Blasch Arbitre vidéo : Michelle Joubert |

| Match 101 | Allemagne                                                          | 3 - 3             | Nouvelle-Zélande                                          | Crefelder Hockey & Tennis Club, Krefeld                               |                                                                       |
| 14h30     | Herzbruch 19e · Oruz 31e · T. Grambusch 58e                        | (1 - 2)           | 3e Jenness · 16e Woods · 40e Lane                         | Arbitrage : Jonas van 't Hek Dan Barstow Arbitre vidéo : Sarah Wilson | Arbitrage : Jonas van 't Hek Dan Barstow Arbitre vidéo : Sarah Wilson |
| 14h30     | Rapport                                                            |                   |                                                           | Arbitrage : Jonas van 't Hek Dan Barstow Arbitre vidéo : Sarah Wilson | Arbitrage : Jonas van 't Hek Dan Barstow Arbitre vidéo : Sarah Wilson |
| 14h30     | Miltkau · Herzbruch · Wellen · Große · M. Grambusch · M. Grambusch | Tirs au but 4 - 3 | Inglis · Jenness · J. Panchia · McAleese · Smith · Inglis | Arbitrage : Jonas van 't Hek Dan Barstow Arbitre vidéo : Sarah Wilson | Arbitrage : Jonas van 't Hek Dan Barstow Arbitre vidéo : Sarah Wilson |

| Match 102 | Pays-Bas                                                           | 4 - 3   | Belgique                   | HC 's-Hertogenbosch, Bois-le-Duc                                          |                                                                           |
| 16h00     | Pruijser 24e · Janssen 29e · Van der Weerden 33e · Hertzberger 38e | (2 - 2) | 9e Dockier · 24e, 46e Boon | Arbitrage : Marcin Grochal Jakub Mejzlik Arbitre vidéo : Michelle Meister | Arbitrage : Marcin Grochal Jakub Mejzlik Arbitre vidéo : Michelle Meister |
| 16h00     | Rapport                                                            |         |                            | Arbitrage : Marcin Grochal Jakub Mejzlik Arbitre vidéo : Michelle Meister | Arbitrage : Marcin Grochal Jakub Mejzlik Arbitre vidéo : Michelle Meister |

| Match 104          | Allemagne                              | 3 - 1   | Espagne   | Crefelder Hockey & Tennis Club, Krefeld                                  |                                                                          |
| 10 juin 2019 19h30 | Staib 11e · Wellen 15e · Herzbruch 59e | (2 - 1) | 14e Romeu | Arbitrage : Jonas van 't Hek Raghu Prasad Arbitre vidéo : Ayanna McClean | Arbitrage : Jonas van 't Hek Raghu Prasad Arbitre vidéo : Ayanna McClean |
| 10 juin 2019 19h30 | Rapport                                |         |           | Arbitrage : Jonas van 't Hek Raghu Prasad Arbitre vidéo : Ayanna McClean | Arbitrage : Jonas van 't Hek Raghu Prasad Arbitre vidéo : Ayanna McClean |

| 12 juin 2019 | Allemagne | 0 - 8   | Belgique                                                                          | Crefelder Hockey & Tennis Club, Krefeld                                |                                                                        |
| 21h00        |           | (0 - 3) | 20e, 45e Hendrickx · 22e, 30e Dockier · 52e Boon · 53e, 55e Charlier · 55e Wegnez | Arbitrage : Coen van Bunge Raghu Prasad Arbitre vidéo : Maggie Giddens | Arbitrage : Coen van Bunge Raghu Prasad Arbitre vidéo : Maggie Giddens |
| 21h00        | Rapport   |         |                                                                                   | Arbitrage : Coen van Bunge Raghu Prasad Arbitre vidéo : Maggie Giddens | Arbitrage : Coen van Bunge Raghu Prasad Arbitre vidéo : Maggie Giddens |

| 13 juin 2019 | Espagne                       | 3 - 2   | Australie             | Club de Campos Villa, Madrid                                              |                                                                           |
| 19h00        | Romeu 28e, 60e · Lleonart 44e | (1 - 1) | 3e Brand · 58e Govers | Arbitrage : Christian Blasch Martin Madden Arbitre vidéo : Coen van Bunge | Arbitrage : Christian Blasch Martin Madden Arbitre vidéo : Coen van Bunge |
| 19h00        | Rapport                       |         |                       | Arbitrage : Christian Blasch Martin Madden Arbitre vidéo : Coen van Bunge | Arbitrage : Christian Blasch Martin Madden Arbitre vidéo : Coen van Bunge |

| 14 juin 2019 | Espagne                                | 3 - 2   | Nouvelle-Zélande         | Club de Campos Villa, Madrid                                              |                                                                           |
| 19h00        | González 36e · Boltó 43e · Quemada 51e | (0 - 0) | 50e Inglis · 55e Russell | Arbitrage : Coen van Bunge Christian Blasch Arbitre vidéo : Martin Madden | Arbitrage : Coen van Bunge Christian Blasch Arbitre vidéo : Martin Madden |
| 19h00        | Rapport                                |         |                          | Arbitrage : Coen van Bunge Christian Blasch Arbitre vidéo : Martin Madden | Arbitrage : Coen van Bunge Christian Blasch Arbitre vidéo : Martin Madden |

|       | Grande-Bretagne                          | 2 - 2             | Pays-Bas                                           | Lee Valley Hockey & Tennis Centre, Londres                                |                                                                           |
| 19h30 | Griffiths 38e · Forsyth 60e              | (0 - 1)           | 20e, 51e Hertzberger                               | Arbitrage : Marcin Grochal Jakub Mejzlik Arbitre vidéo : Laurine Delforge | Arbitrage : Marcin Grochal Jakub Mejzlik Arbitre vidéo : Laurine Delforge |
| 19h30 | Rapport                                  |                   |                                                    | Arbitrage : Marcin Grochal Jakub Mejzlik Arbitre vidéo : Laurine Delforge | Arbitrage : Marcin Grochal Jakub Mejzlik Arbitre vidéo : Laurine Delforge |
| 19h30 | Forsyth · Roper · Jackson · Ames · Dixon | Tirs au but 3 - 4 | Croon · Pruijser · De Geus · Hertzberger · Van Ass | Arbitrage : Marcin Grochal Jakub Mejzlik Arbitre vidéo : Laurine Delforge | Arbitrage : Marcin Grochal Jakub Mejzlik Arbitre vidéo : Laurine Delforge |

| 16 juin 2019 | Espagne                    | 2 - 3   | Argentine                   | Club de Campos Villa, Madrid                                             |                                                                          |
| 13h00        | Rodríguez 2e · Quemada 26e | (2 - 0) | 35e, 60e Tolini · 41e López | Arbitrage : David Tomlinson Martin Madden Arbitre vidéo : Coen van Bunge | Arbitrage : David Tomlinson Martin Madden Arbitre vidéo : Coen van Bunge |
| 13h00        | Rapport                    |         |                             | Arbitrage : David Tomlinson Martin Madden Arbitre vidéo : Coen van Bunge | Arbitrage : David Tomlinson Martin Madden Arbitre vidéo : Coen van Bunge |

|       | Allemagne   | 1 - 2   | Australie              | Crefelder Hockey & Tennis Club, Krefeld                                     |                                                                             |
| 14h30 | Miltkau 59e | (0 - 0) | 42e Craig · 52e Govers | Arbitrage : Jonas van 't Hek Fransisco Vazquez Arbitre vidéo : Sarah Wilson | Arbitrage : Jonas van 't Hek Fransisco Vazquez Arbitre vidéo : Sarah Wilson |
| 14h30 | Rapport     |         |                        | Arbitrage : Jonas van 't Hek Fransisco Vazquez Arbitre vidéo : Sarah Wilson | Arbitrage : Jonas van 't Hek Fransisco Vazquez Arbitre vidéo : Sarah Wilson |

|  | Belgique                                     | 4 - 0   | Nouvelle-Zélande | Wilrijkse Plein, Anvers                                               |                                                                       |
|  | Dockier 7e · Plennevaux 43e · Briels (2x)56e | (1 - 0) |                  | Arbitrage : Javed Shaikh Ben Göntgen Arbitre vidéo : Michelle Meister | Arbitrage : Javed Shaikh Ben Göntgen Arbitre vidéo : Michelle Meister |
|  | Rapport                                      |         |                  | Arbitrage : Javed Shaikh Ben Göntgen Arbitre vidéo : Michelle Meister | Arbitrage : Javed Shaikh Ben Göntgen Arbitre vidéo : Michelle Meister |

| 19 juin 2019 | Pays-Bas                                | 2 - 2             | Argentine                                   | SV Kampong, Utrecht                                                        |                                                                            |
| 19h30        | Pruijser 17e, 41e                       | (1 - 1)           | 23e Tolini · 51e Mazzilli                   | Arbitrage : Ben Göntgen Francisco Vazquez Arbitre vidéo : Laurine Delforge | Arbitrage : Ben Göntgen Francisco Vazquez Arbitre vidéo : Laurine Delforge |
| 19h30        | Rapport                                 |                   |                                             | Arbitrage : Ben Göntgen Francisco Vazquez Arbitre vidéo : Laurine Delforge | Arbitrage : Ben Göntgen Francisco Vazquez Arbitre vidéo : Laurine Delforge |
| 19h30        | Croon · De Geus · Hertzberger · Van Ass | Tirs au but 2 - 4 | Keenan · Vila · Mazzilli · Ferreiro · Ortiz | Arbitrage : Ben Göntgen Francisco Vazquez Arbitre vidéo : Laurine Delforge | Arbitrage : Ben Göntgen Francisco Vazquez Arbitre vidéo : Laurine Delforge |

|       | Belgique | 0 - 2   | Australie       | Wilrijkse Plein, Anvers                                              |                                                                      |
| 20h30 |          | (0 - 1) | 19e, 60e Govers | Arbitrage : Javed Shaikh Bruce Bale Arbitre vidéo : Michelle Meister | Arbitrage : Javed Shaikh Bruce Bale Arbitre vidéo : Michelle Meister |
| 20h30 | Rapport  |         |                 | Arbitrage : Javed Shaikh Bruce Bale Arbitre vidéo : Michelle Meister | Arbitrage : Javed Shaikh Bruce Bale Arbitre vidéo : Michelle Meister |

| 22 juin 2019 | Pays-Bas   | 1 - 4   | Australie                         | Wagener Stadium, Amsterdam                                         |                                                                    |
| 15h00        | Janssen 7e | (1 - 3) | 5e, 18e Govers · 14e, 45e Hayward | Arbitrage : Simon Taylor Peter Wright Arbitre vidéo : Amber Church | Arbitrage : Simon Taylor Peter Wright Arbitre vidéo : Amber Church |
| 15h00        | Rapport    |         |                                   | Arbitrage : Simon Taylor Peter Wright Arbitre vidéo : Amber Church | Arbitrage : Simon Taylor Peter Wright Arbitre vidéo : Amber Church |

| 23 juin 2019 | Belgique                                        | 4 - 1   | Argentine | Wilrijkse Plein, Anvers                                                  |                                                                          |
| 13h30        | Charlier 1e, 34e · Plennevaux 13e · Denayer 43e | (2 - 0) | 55e Ortiz | Arbitrage : Coen van Bunge Jonas van 't Hek Arbitre vidéo : Sarah Wilson | Arbitrage : Coen van Bunge Jonas van 't Hek Arbitre vidéo : Sarah Wilson |
| 13h30        | Rapport                                         |         |           | Arbitrage : Coen van Bunge Jonas van 't Hek Arbitre vidéo : Sarah Wilson | Arbitrage : Coen van Bunge Jonas van 't Hek Arbitre vidéo : Sarah Wilson |

|       | Grande-Bretagne            | 2 - 0   | Nouvelle-Zélande | Twickenham Stoop, Londres                                                       |                                                                                 |
| 14h00 | Griffiths 6e · Forsyth 52e | (1 - 0) |                  | Arbitrage : Christian Blasch Francisco Vazquez Arbitre vidéo : Michelle Meister | Arbitrage : Christian Blasch Francisco Vazquez Arbitre vidéo : Michelle Meister |
| 14h00 | Rapport                    |         |                  | Arbitrage : Christian Blasch Francisco Vazquez Arbitre vidéo : Michelle Meister | Arbitrage : Christian Blasch Francisco Vazquez Arbitre vidéo : Michelle Meister |

## Grande finale
|  | Demi-finales    | Demi-finales |                        |   | Finale | Finale |
|  | Demi-finales    | Demi-finales |                        |   | Finale | Finale |
|  |                 |              |                        |   |        |        |
|  |                 |              |                        |   |        |        |
|  |                 |              |                        |   |        |        |
|  | Pays-Bas        | 1            |                        |   |        |        |
|  | Pays-Bas        | 1            |                        |   |        |        |
|  | Belgique        | 3            |                        |   |        |        |
|  | Belgique        | 3            | Belgique               | 2 |        |        |
|  |                 |              | Belgique               | 2 |        |        |
|  |                 | Australie    | 3                      |   |        |        |
|  | Australie       | Australie    | 3                      | 6 |        |        |
|  | Australie       |              |                        | 6 |        |        |
|  | Grande-Bretagne | 1            |                        |   |        |        |
|  | Grande-Bretagne | 1            | Match pour la 3e place |   |        |        |
|  |                 |              |                        |   |        |        |
|  |                 |              |                        |   |        |        |
|  |                 |              |                        |   |        |        |
|  | Pays-Bas        | 5            |                        |   |        |        |
|  | Pays-Bas        | 5            |                        |   |        |        |
|  | Grande-Bretagne | 3            |                        |   |        |        |
|  | Grande-Bretagne | 3            |                        |   |        |        |

### Demi-finales
| 28 juin 2019 | Australie                                                     | 6 - 1   | Grande-Bretagne | Wagener Stadium, Amsterdam                                               |                                                                          |
| 17h15        | Anderson 11e, 12e, 16e · Hayward 32e · Govers 36e · Brand 52e | (3 - 1) | 5e Jackson      | Arbitrage : Coen van Bunge Peter Wright Arbitre vidéo : Laurine Delforge | Arbitrage : Coen van Bunge Peter Wright Arbitre vidéo : Laurine Delforge |
| 17h15        | Rapport                                                       |         |                 | Arbitrage : Coen van Bunge Peter Wright Arbitre vidéo : Laurine Delforge | Arbitrage : Coen van Bunge Peter Wright Arbitre vidéo : Laurine Delforge |

| 28 juin 2019 | Pays-Bas   | 1 - 3   | Belgique                              | Wagener Stadium, Amsterdam                                                 |                                                                            |
| 20h00        | Galema 26e | (1 - 1) | 18e Cosyns · 44e Boon · 50e Hendrickx | Arbitrage : Christian Blasch Simon Taylor Arbitre vidéo : Michelle Joubert | Arbitrage : Christian Blasch Simon Taylor Arbitre vidéo : Michelle Joubert |
| 20h00        | Rapport    |         |                                       | Arbitrage : Christian Blasch Simon Taylor Arbitre vidéo : Michelle Joubert | Arbitrage : Christian Blasch Simon Taylor Arbitre vidéo : Michelle Joubert |

### Troisième et quatrième place
| 30 juin 2019 | Pays-Bas                                                      | 5 - 3   | Grande-Bretagne                    | Wagener Stadium, Amsterdam                                                 |                                                                            |
| 14h30        | Hertzberger 9e, 29e · Van der Weerden 30e · Pruijser 40e, 45e | (3 - 3) | 24e Wallace · 28e Weir · 29e Roper | Arbitrage : Christian Blasch Simon Taylor Arbitre vidéo : Michelle Meister | Arbitrage : Christian Blasch Simon Taylor Arbitre vidéo : Michelle Meister |
| 14h30        | Rapport                                                       |         |                                    | Arbitrage : Christian Blasch Simon Taylor Arbitre vidéo : Michelle Meister | Arbitrage : Christian Blasch Simon Taylor Arbitre vidéo : Michelle Meister |

### Finale
| 30 juin 2019 | Belgique                     | 2 - 3   | Australie                            | Wagener Stadium, Amsterdam                                             |                                                                        |
| 17h00        | Luypaert 44e · Hendrickx 58e | (0 - 3) | 9e Mitton · 14e Ogilvie · 29e Govers | Arbitrage : Coen van Bunge Marcin Grochal Arbitre vidéo : Sarah Wilson | Arbitrage : Coen van Bunge Marcin Grochal Arbitre vidéo : Sarah Wilson |
| 17h00        | Rapport                      |         |                                      | Arbitrage : Coen van Bunge Marcin Grochal Arbitre vidéo : Sarah Wilson | Arbitrage : Coen van Bunge Marcin Grochal Arbitre vidéo : Sarah Wilson |

## Statistiques

### Classement final
| Rang               | Équipe           | J  | V  | N | SO | D  | BP | BC | Diff | Pts | Résultat Final |
| ------------------ | ---------------- | -- | -- | - | -- | -- | -- | -- | ---- | --- | -------------- |
| Médaille d'or      | Australie        | 16 | 12 | 2 | 0  | 2  | 49 | 29 | +20  | 38  | Champion       |
| Médaille d'argent  | Belgique         | 16 | 9  | 3 | 1  | 4  | 57 | 33 | +24  | 31  | Vice-champion  |
| Médaille de bronze | Pays-Bas         | 16 | 6  | 5 | 3  | 5  | 43 | 38 | +5   | 26  | Troisième      |
| 4                  | Grande-Bretagne  | 16 | 6  | 3 | 1  | 7  | 39 | 42 | -3   | 22  | Quatrième      |
| 5                  | Argentine        | 14 | 6  | 3 | 1  | 5  | 31 | 36 | -5   | 22  | Poule          |
| 6                  | Allemagne        | 14 | 4  | 5 | 3  | 5  | 30 | 38 | -8   | 20  | Poule          |
| 7                  | Espagne          | 14 | 2  | 5 | 5  | 7  | 33 | 45 | -12  | 16  | Poule          |
| 8                  | Nouvelle-Zélande | 14 | 0  | 4 | 0  | 10 | 26 | 47 | -21  | 4   | Poule          |

Source: FIH
En cas d'égalité de points de plusieurs équipes à l'issue des matchs de poule, les critères suivants sont appliqués dans l'ordre indiqué pour établir leur classement:
1. Points de chaque équipe,
2. Matchs gagnés,
3. Différence de buts,
4. Buts pour,
5. Plus grand nombre de points obtenus dans les matchs de poule disputés entre les équipes concernées,
6. Buts marqués en plein jeu.

### Récompenses
| Meilleur joueur | Meilleur gardien | Meilleur but marqué | Meilleur buteur |
| --------------- | ---------------- | ------------------- | --------------- |
| Aran Zalewski   | Tyler Lovell     | Tom Boon            | Blake Govers    |

### Buteurs
308 buts ont été inscrits en 60 rencontres soit une moyenne de 5.13 buts par match.
| 12 buts - Blake Govers 10 buts - Pau Quemada 9 buts - Cédric Charlier - Tom Boon - Jeroen Hertzberger - Phil Roper 8 buts - Alexander Hendrickx - Mirco Pruyser - Sam Ward 6 buts - Sébastien Dockier - Jacob Anderson - Jeremy Hayward - Maico Casella 5 buts - Bjorn Kellerman - Mink van der Weerden - Matias Paredes - Marco Miltkau - Alan Forsyth - Hugo Inglis 4 buts - Maxime Plennevaux - Tanguy Cosyns - Tim Brand - Leandro Tolini - Timm Herzbruch - Christopher Griffiths - Enrique Gonzalez 3 buts - Florent van Aubel | - Thomas Briels - Tom Craig - Tom Wickham - Daniel Beale - Trent Mitton - Thierry Brinkman - Jip Janssen - Lucas Vila - Ignacio Ortiz - Martin Ferreiro - Lukas Windfeder - Niklas Wellen - Tom Grambusch - Florian Fuchs - Adam Dixon - Zachary Wallace - Sam Lane - Nic Woods - Kane Russell - Stephen Jenness - Xavi Lleonart - Josep Romeu 2 buts - Arthur van Doren - John-John Dohmen - Felix Denayer - Victor Wegnez | - Lachlan Sharp - Flynn Ogilvie - Jonas de Geus - Jelle Galema - Arjen Lodewijks - Agustín Mazzilli - Martin Häner - Constantin Staib - Will Calnan - Jared Panchia - George Muir - Ignacio Rodriguez - Alvaro Iglesias - Albert Beltran - Marc Bolto 1 but - Gauthier Boccard - Simon Gougnard - Loïck Luypaert - Corey Weyer - Jake Harvie - Eddie Ockenden - Jack Welch - Dylan Wotherspoon - Lars Balk - Billy Bakker - Bob de Voogd | - Roel Bovendeert - Juan Catán - Juan Martín López - Lucas Martínez - Federico Fernández - Lucas Toscani - Mats Grambusch - Timur Oruz - Moritz Rothländer - Johannes Große - Malte Hellwig - Luke Taylor - Henry Weir - Mark Gleghorne - Ashley Jackson - David Condon - Aidan Sarikaya - Blair Tarrant - Dylan Thomas - Hayden Phillips - Mackenzie Wilcox - Ricardo Sánchez - Marc Serrahima - Diego Arana - Viçenc Ruiz - Marc Miralles |